# Rasskazy
Rasskazy (Рассказы) è un film del 2012 diretto da Michail Segal.

## Trama
Il manoscritto di un giovane scrittore finisce in una casa editrice letteraria e inizia a influenzare la vita di tutti coloro che lo aprono e leggono almeno una pagina. Il film racconta quattro storie di questo manoscritto.